# Ectemnius continuus
Ectemnius continuus är en stekelart som först beskrevs av Fabricius 1804.  Ectemnius continuus ingår i släktet Ectemnius, och familjen Crabronidae. Arten är reproducerande i Sverige.